# Liste der Kreisstraßen in Mülheim an der Ruhr
Die Liste der Kreisstraßen in Mülheim an der Ruhr ist eine Auflistung der Kreisstraßen in der kreisfreien Stadt Mülheim an der Ruhr, Nordrhein-Westfalen.

## Abkürzungen
- K: Kreisstraße
- L: Landesstraße

## Liste
Die Kreisstraßen behalten die ihnen zugewiesene Nummer innerhalb von Nordrhein-Westfalen auch bei einem Wechsel in einen Kreis oder in eine andere kreisfreie Stadt. Nicht vorhandene bzw. nicht nachgewiesene Kreisstraßen werden in Kursivdruck gekennzeichnet, ebenso Straßen und Straßenabschnitte, die unabhängig vom Grund (Herabstufung zu einer Gemeindestraße oder Höherstufung) keine Kreisstraßen mehr sind.
Der Straßenverlauf wird in der Regel von Nord nach Süd und von West nach Ost angegeben.
| Nr.  | Verlauf |
| ---- | --- |
| K 2  | – Sandstraße – L 445 – Sandstraße – L 450 – Heißener Straße – Brückstraße – Hingbergstraße – Heinrich-Lemberg-Straße – L 132 – Kruppstraße –                                                                       |
| K 3  | L 140 – Ruhrorter Straße – L 78 – Karlsruher Straße – L 62 – Saarner Straße – Blötter Weg – Katzenbruch – L 138 – Worringer Reitweg – Stadtgrenze an der westlichen Straßenseite – Stadtgrenze – (K 3 in Duisburg) |
| K 4  | L 138 – Großenbaumer Straße – Mühlenbergheide – |
| K 5  | (K 5 in Oberhausen) – Stadtgrenze – Friesenstraße – – L 140 |
| K 6  | – Dümptener Straße – Fritz-Thyssen-Straße – L 450 – Fritz-Thyssen-Straße – Zehntweg – Sellerbeckstraße – Mühlenstraße – Oberheidstraße – L 445                                                                     |
| K 7  | – Fischenbeck – Holthauser Höfe – L 442 – Steinknappen – L 450 |
| K 9  | /L 132 – Frohnhauser Weg – Stadtgrenze – (K 9 in Essen) |
| K 10 | L 62 – Nachbarsweg – Oernberg – Markenstraße – |
| K 19 | (K 19 im Kreis Mettmann) – Stadtgrenze – Am Stoot – L 62 |

## Quelle
- Landesvermessungsamt Nordrhein-Westfalen, Kreiskarte Nr. 60: Die kreisfreien Städte im Ruhrgebiet